# Jan Moretus
Jan Moretus (Anversa, 2 maggio 1543 – Anversa, 25 settembre 1610) è stato un tipografo fiammingo.

## Biografia

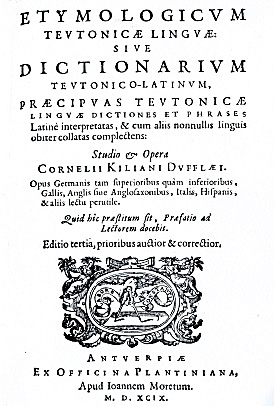
prima pagina (1599) dall'opera Etymologicum teutonicae linguae: Sive Dictionarium teutonico-latinum di Cornelis Kiliaan (1529-1607), edita da Jan Moretus.

Jan Moretus o Johann Moerentorf o Joannes Moretus, (Anversa 1543 - 1610), è stato un tipografo e libraio fiammingo nell'Anversa dei Paesi Bassi spagnoli, editore di una Bibbia in latino (1599).
Moretus sposa nel 1570 Martina Plantin, la seconda figlia del famoso editore di Anversa Christophe Plantin. Dal 1557 lavorò per Plantin e dopo la morte di quest'ultimo, divenne proprietario della stamperia.
Dopo la sua morte, sua moglie rilevò l'attività, lascinado l'amministrazione ai suoi figli Balthazar I e Jan II Moretus.

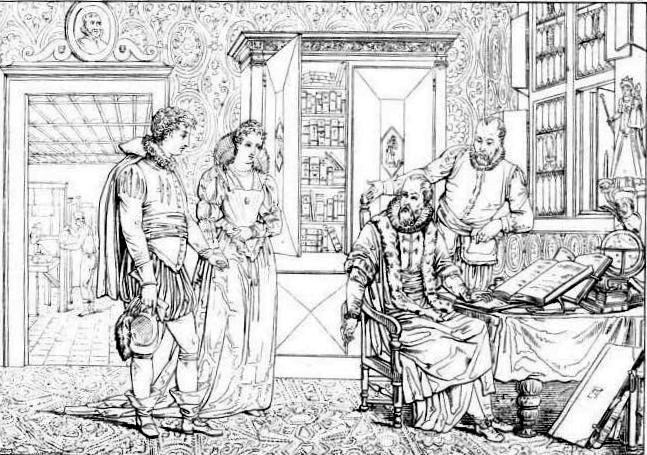
Rubens presentato a Juste Lipse da Madame Martina Moretus, figlia di Christophe Plantin - Tavola di Mattheus Ignatius van Bree

Moretus era amico di Peter Paul Rubens, che chiamò a collaborare nelle sue edizioni con disegni e illustrazioni. L'attività tipografica si concluse con Edward Jozef Hyacinth (1804-1880), che nel 1876 donò il palazzo del XVI secolo e l'intera collezione di Moretus alla città di Anversa, che ora fa parte del Museo Plantin-Moretus.
Il figlio di Moretus, Balthazar (1574-1641), anche lui un amico di Rubens nella sua giovinezza, fu il più famoso esponente della famiglia Moretus e, un degno successore del padre. Dopo la morte di Balthazar nel 1641, i suoi eredi fecero grande fortuna con il monopolio dei libri liturgici. Purtroppo, abbandonarono quasi del tutto la pubblicazione di libri scientifici. Fu solo nei primi anni del XIX secolo che il monopolio fu interrotto con un decreto del Re di Spagna, che vietava l'importazione di libri stranieri e questo praticamente pose fine all'attività della stamperia di Plantin. Nel 1867, dopo 312 anni, l'azienda Plantin cessò di esistere. La città di Anversa e il governo belga nel 1876 hanno acquistato tutti gli edifici dal loro ultimo proprietario, Edward Moretus, così come la tipografia con tutti i loro effetti personali e le collezioni per 1 200 000 fiorini. E tutti gli ambienti sono stati convertiti nel noto Museo Plantin-Moretus.

## La Bibbia di Jan Moretus
La Bibbia Cattolica di Lovanio era la risposta alla crescente diffusione di Bibbie protestanti. La versione di Moretus è datata 1599 ed è più vecchia della Bibbia di re Giacomo del 1611, promossa dal Re Giacomo I d'Inghilterra. Era fedele alla posizione della Chiesa, perché fu pubblicata con una traduzione latina. Moretus si assunse la totale responsabilità per l'edizione.